# Laurits Jørgensen
Laurits Møller Jørgensen (16. december 1896 i Vejle – 10. september 1976 i København) var en dansk atlet. Han var medlem af Vejle IF (-1916) og AIK 95 i København (1917-)
Laurits Jørgensen deltog i OL 1920 i Antwerpen, hvor han nåede en 6.-plads i stangspring med 3,60. Han vandt fem danske mesterskaber: tre i trespring og to i stangspring.

## Danske mesterskaber
- Sølv 1925 Stangspring 3,50
- Guld 1924 Stangspring 3,50
- Sølv 1923 Stangspring 3,60
- Guld 1922 Stangspring 3,70
- Sølv 1922 110 meter hæk ?
- Sølv 1921 Stangspring 3,70
- Sølv 1921 Trespring 13,34
- Guld 1920 Trespring 13,46
- Sølv 1920 Stangspring 3,40
- Guld 1919 Trespring 13,16
- Bronze 1919 Stangspring 3,60
- Guld 1918 Trespring 13,30
- Sølv 1918 110 meter hæk 16,9 +4m
- Sølv 1917 Stangspring 3,30
- Sølv 1917 Trespring 12,97
- Sølv 1916 110 meter hæk ?
- Bronze 1916 Stangspring 3,20
- Bronze 1915 110 meter hæk 18,6 +3m
- Bronze 1915 Stangspring 3,00

## Personlige rekorder
- Stangspring: 3.90 (1923)